# Крива Береза (Білорусь)
Крива Береза (біл. вёска Крывая Бяроза) — село в складі Смолевицького району Мінської області, Білорусь. Село підпорядковане Усяжській сільській раді, розташоване в центральній частині області.